# Flavio Cotti
Flavio Cotti (Muralto, 18 de outubro de 1939 - Locarno, 16 de dezembro de 2020) foi um político suíço. Ocupou o cargo de membro no Conselho Federal suíço de 1987 a 1999. Durante esse período, foi presidente da Confederação suíça entre 1991 e 1998.
Morreu em 16 de dezembro de 2020 em Locarno, aos 81 anos, de COVID-19.